# スリック・ウッズ
シモーネ・マリエ・トンプソン（Simone Marie Thompson、1996年8月13日 - ）は、スリック・ウッズ（Slick Woods）の芸名で知られるアメリカ合衆国の女性ファッションモデル。坊主頭、すきっ歯、入れ墨といった特徴で知られている。ウッズは6桁のSNSフォロワーを持っているため、「ソーシャルメディアモデル」または「Instagirl」ムーブメントの一部である。モデルとしては、マーク・ジェイコブスのモデルを務めたことで最もよく知られている。彼女は「ヴォーグ」のいくつかの国際版とカルバン・クラインのキャンペーンに出演している。2018年のピレリカレンダーにナオミ・キャンベル、ルピタ・ニョンゴ、ショーン・コムズなどの有名人と並んで紹介されている。2018年2月現在、彼女はmodels.comのトップ50モデルのリストにランクされている。

## 生い立ち
トンプソンはカリフォルニア州ロサンゼルスで育った 。「スリック・ウッズ」という名前は、友人から与えられた愛称である。母親が投獄されている間、彼女は祖母に育てられた。彼女の母親は2019年2月に釈放された。

## 経歴
彼女はモデルのアッシュ・スタイメストによって発見された。
モスキーノとカルバン・クラインのキャンペーンに出演。フェンティ×プーマ、イージー、フェンディ、マーク・ジェイコブス、ミュウミュウ、ジェレミー・スコットのランウェイショーに出演。雑誌では、アメリカ、イタリア、日本版「ヴォーグ」、「グラマー」、「i-D」、「ジャルーズ」、「ネット・ア・ポーター」、「デイズド」、「V」、「ラブ」に登場。商業的な仕事としてアーバン・アウトフィッターズのモデルと務めた。
2017年9月、歌手リアーナの化粧品ブランドフェンティ・ビューティーの顔の1人となることが明かされた。

## 私生活
彼女は熱心なマリファナ喫煙者であり、それを理由にいくつかのブランドから拒否されている。ウッズは両性愛者である。2018年7月、Instagramで妊娠を発表。イギリス版「ELLE」にて、子供の父親がコートジボワール系カナダ人モデルのアドニス・ボッソであると認めた。リアーナが手掛ける下着ブランド、サヴェージXフェンティのファッションショーに出演した直後、息子サフィアを出産した。